# Natasha Beaumont
Natasha Beaumont (født 21. juni 1974 i Kuala Lumpur, Malaysia) er en skuespiller.
Hun voksede op i Kuala Lumpur, gik på kostskole i Sydney og begyndte i en alder af 20 på Charles Sturt University i Bathurst, Australien. Hun ville oprindeligt studere design, men ændrede det til skuespil.
I øjeblikket kan Natasha ses i Spionfamilien som Talia  – en tidligere russisk spion,  som der vil stoppe ved intet for at hjælpe sine børn. 
Hun spillede Rebecca Green i tv- serien All Saints: Medical Response Unit fra 2001 til 2003, og SJ Fletcher i tv-serien EastEnders i 2006.